# Pseudoyersinia brevipennis
Pseudoyersinia brevipennis es una especie de mantis de la familia Mantidae.

## Distribución geográfica
Se encuentra en Sicilia (Francia).